# Hendrik III van Schwerin
Hendrik III van Schwerin (overleden tussen 7 juni en 16 december 1344) was van 1307 tot 1344 graaf van Schwerin-Neustadt en Marnitz.

## Levensloop
Hendrik III was de zoon van graaf Helmhold III van Schwerin en diens tweede gemalin Margaretha van Sleeswijk, dochter van hertog Erik I van Sleeswijk. 
Na de dood van zijn vader in 1295 werd zijn veel oudere halfbroer Günzel V graaf van Schwerin-Neustadt en Marnitz. Op dat moment was Hendrik nog minderjarig en tijdens de regering van zijn halfbroer oefende hij geen enkele invloed uit op het regeringsbeleid. Na de dood van zijn halfbroer in 1307 werd Hendrik III graaf van Schwerin-Neustadt en Marnitz en bleef deze functie uitoefenen tot aan zijn dood in 1344. 
Hij was gehuwd met Elisabeth, een dochter van graaf Adolf VI van Schaumburg. Het huwelijk bleef waarschijnlijk kinderloos. Toen hij in 1344 stierf, werd hij als graaf opgevolgd door zijn neef Nicolaas II die het graafschap Schwerin-Wittenburg bestuurde. Hiermee werd het graafschap Schwerin herenigd.